# Ashikaga Yoshihisa
Ashikaga Yoshihisa (足利 義尚, 11 de dezembro de 1465 – 26 de abril de 1489) foi o nono xogum do xogunato Ashikaga e governou entre 1473 e 1489 no Japão. Foi filho do oitavo xogum Ashikaga Yoshimasa.
Em 1464, seu pai, que tinha quase 30 anos, não havia deixado um filho nem um herdeiro, adotando o seu irmão mais novo, Ashikaga Yoshimi, como o seu sucessor. Entretanto, o nascimento de Yoshihisa desencadeou uma luta que terminou com a Guerra de Ōnin em 1467, que duraria dez anos, dando início ao Período Sengoku, uma era caracterizada por guerras. Em meio a esta guerra Yoshimasa abdicou em 1473, dando o título de xogum a Yoshihisa. 
Depois da Guerra de Ōnin, Rokkaku Takayori, um daimiô da província de Ōmi, havia se apoderado de várias terras que pertenciam a nobreza da corte imperial. Em 1487 dirigiu uma campanha contra Takayori, porém morreu de uma enfermidade em 1489 sem deixar algum herdeiro. Foi sucedido por seu primo Ashikaga Yoshitane.
| Precedido por Ashikaga Yoshimasa | -- 9° Xogum Muromachi 1474 -- 1489 | Sucedido por Ashikaga Yoshitane |